# Nockebyhov
Nockebyhov – dzielnica (stadsdel) Sztokholmu, położona w jego zachodniej części (Västerort) i wchodząca w skład stadsdelsområde Bromma. Graniczy z dzielnicami Södra Ängby, Norra Ängby, Åkeshov, Åkeslund i Nockeby oraz przez jezioro Melar z gminą Ekerö.
Według danych opublikowanych przez gminę Sztokholm, 31 grudnia 2020 r. Nockebyhov liczyło 3267 mieszkańców. Powierzchnia dzielnicy wynosi łącznie 1,91 km², z czego 0,32 km² stanowią wody.